# Purpurnes Zystidenkeulchen
Das Purpurne Zystidenkeulchen (Alloclavaria purpurea, Syn.: Clavaria purpurea) ist eine Pilzart aus der Familie der Borstenscheiblingsverwandten (Hymenochaetaceae). Sie ist die Typusart ihrer Gattung.

## Merkmale

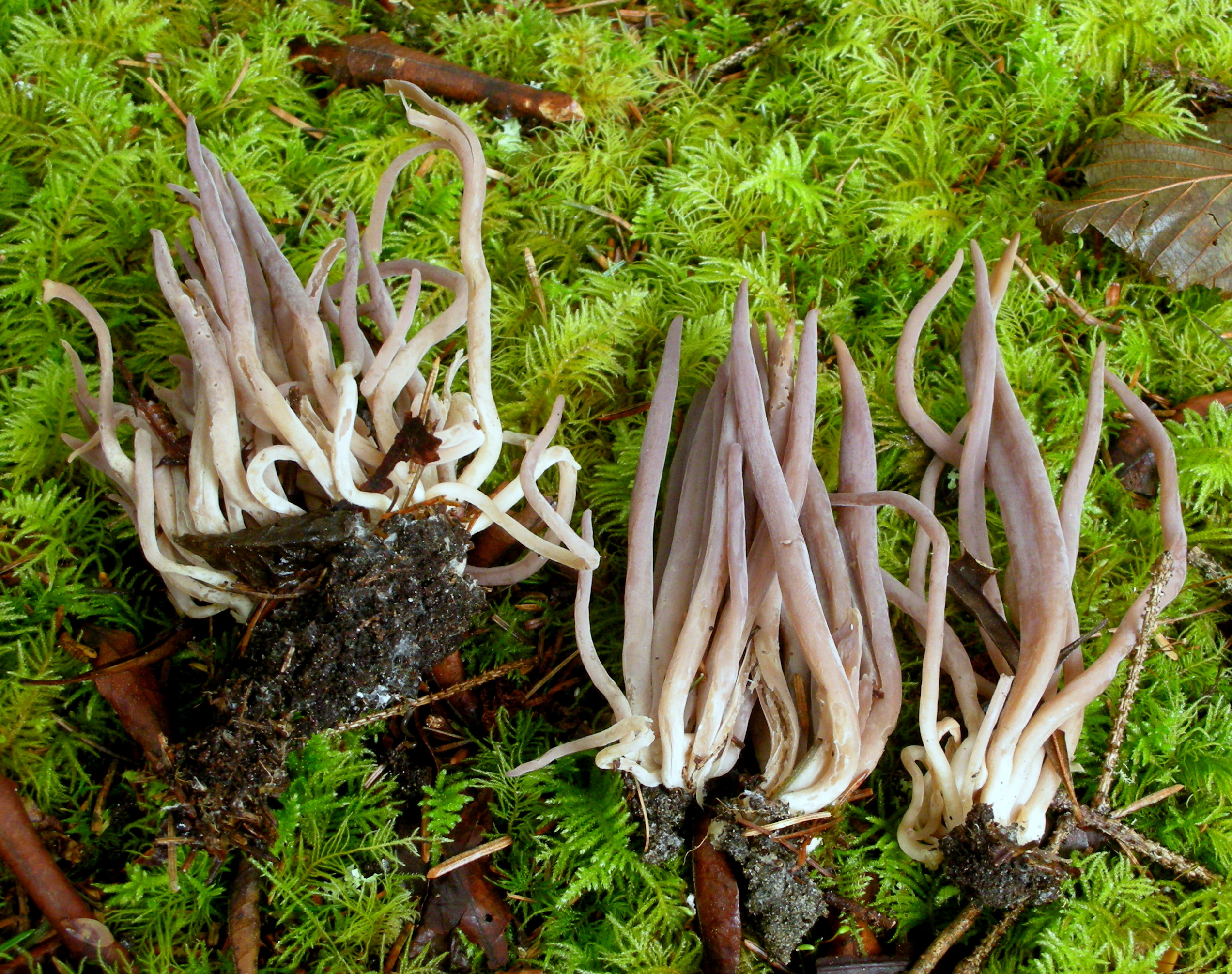
Mehrere büschelig verwachsene Fruchtkörper des Purpurnen Zystidenkeulchens

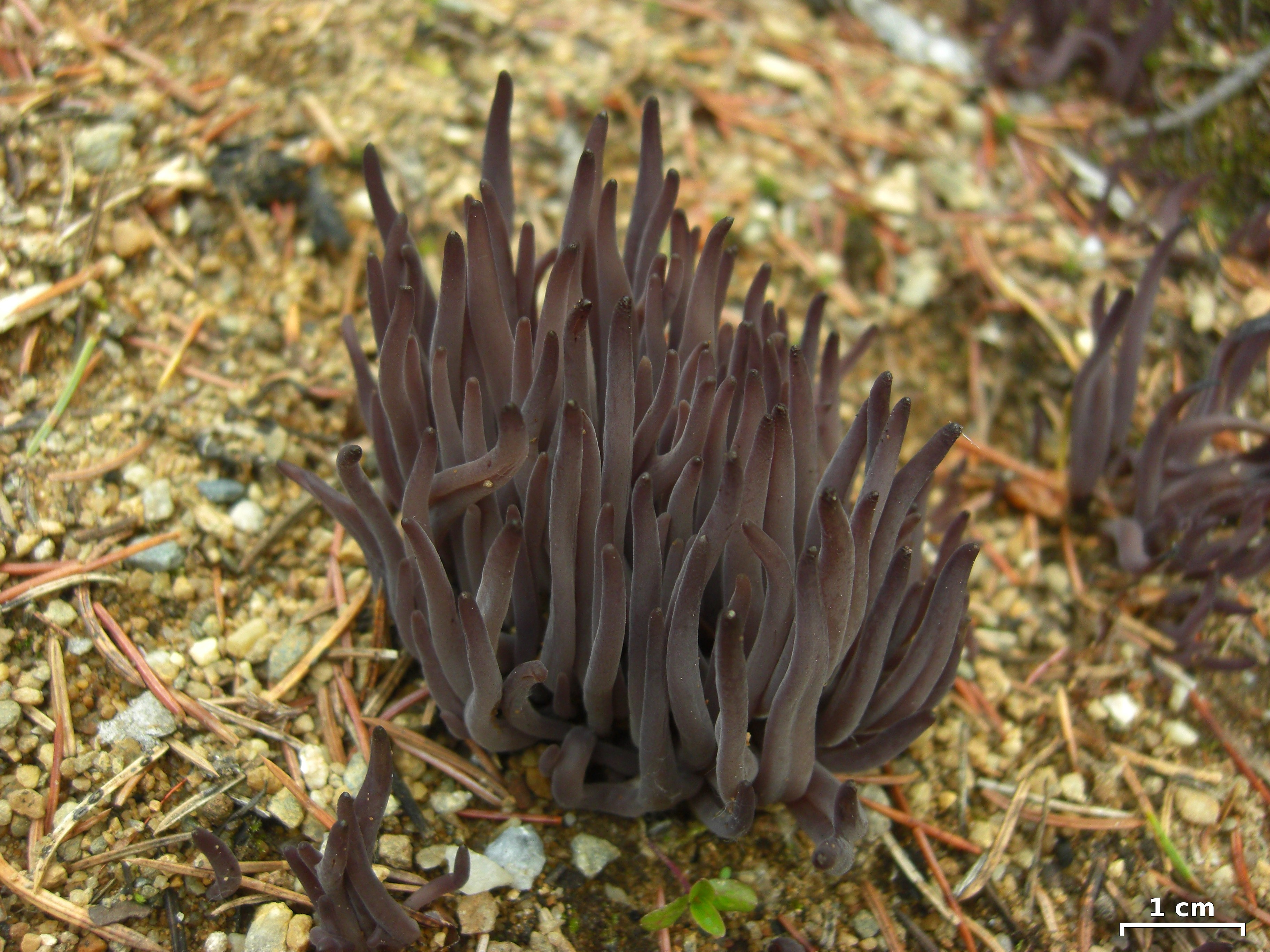
Ein besonders dunkel gefärbtes Büschel Fruchtkörper des Purpurnen Zystidenkeulchens

### Makroskopische Merkmale
Das Purpurne Zystidenkeulchen fruktifiziert überwiegend büschelig. Die unverzweigten, zylindrischen oder abgeplatteten Fruchtkörper werden 1,5–5 mm breit und erreichen eine Höhe von 2,5 bis 12 cm. Das Farbspektrum reicht von purpurn, grau-purpurn bis bräunlich purpurn, auch rosa-ockerfarbene Exemplare kommen vor.

### Mikroskopische Merkmale
Die Hyphen haben einen Durchmesser von bis zu 15 Mikrometern. An den schnallenlosen Basidien reifen elliptische und adaxial etwas abgeflachte Sporen heran. Sie messen in der Länge 6–10(–15) µm und in der Breite 3–5 µm. Die Oberfläche der Fruchtkörper ist zudem mit dickwandigen, zugespitzten und 45–130 × 5–9–15 µm großen Zystiden besetzt.

## Ökologie und Phänologie
Das Purpurne Zystidenkeulchen wächst auf kahler Erde oder im Gras und kommt oft unter Nadelbäumen vor. Der Fund im Nationalpark Bayerischer Wald gelang Mitte August 2009 am Rand eines Moores unter Fichten auf den mit einem Moosteppich überzogenen, bodensauren Randbereichen entlang eines Triftgrabens. Der Fundort liegt auf 845 Höhenmetern.

## Verbreitung
Außerhalb Deutschlands kommt das Purpurne Zystenkeulchen in Frankreich, Dänemark, Großbritannien, Österreich, Tschechien und Schweden vor.

## Systematik
Das Purpurne Zystidenkeulchen wurde in dem von Otto Friedrich Müller 1780 herausgegebenen Heft 14 des Tafelwerks Flora Danica durch eine Illustration seines Bruders Christian F. Müller als Clavaria purpurea abgebildet und durch Elias Magnus Fries’ "Systema mycologicum, Band 1" aus dem Jahre 1821 sanktioniert. Bryn T. M. Dentinger und David J. McLaughlin wiesen 2006 die verwandtschaftliche Zugehörigkeit der Art zu den Borstenscheiblingsartigen (Hymenochaetales) nach. Infolgedessen stellten die beiden amerikanischen Wissenschaftler die neue Gattung Alloclavaria (im Sinne von „die andere Clavaria“) auf und kombinierten das Taxon um.